# Бентос
Бентос е събирателен термин за организми, живеещи по или на дъното на океани, морета и други водни басейни.
- Растителният бентос – наричан още фитобентос, е представен от бактерии, водорасли, вторичноводни растения, достига дълбочина до границата на вечния мрак.
- Животинският бентос – наричан още зообентос, се състои от прикрепени и свободноживеещи организми.

Богатството и видовият състав на бентосите се променя с дълбочината, характера на дъното и т.н. Има важно значение за живота във водните басейни като централно звено от трофичната верига.

## Зообентос
Зообентосът включва представители на всички видове животни. Разделя се на макробентос (размер над 1,00 мм.), мезобентос (от 0,1 до 1,00 мм.) и микробентос (под 0,1 мм.).
Терминът „мейофауна“ или микроскопична дънна фауна се отнася за онези бентосни животни, които преминават през сито с големина 1 мм. Тя включва най-дребните многоклетъчни и най-едрите едноклетъчни видове (фораминифери и инфузории). Отделните видове бентосни животни се разпределят при строга закономерност, най-вече под влиянието на грунта и дълбочината. В зависимост от това разпределение се обособяват отделни комплекси – биоценози. Биоценозата представлява група от животни, които са еднородни по своя количествен и качествен състав и са свързани помежду си и с условията в околната среда, в която се задържат, за да живеят и да се размножават.